# Jeanne la Pucelle 1: Les Batailles
Jeanne la Pucelle 1: Les Batailles is een Franse dramafilm uit 1994 onder regie van Jacques Rivette. Het scenario is gebaseerd op het leven van Jeanne d'Arc.

## Verhaal
Jeanne is een simpel boerenkind uit een klein dorp in de Vogezen. Ze gaat naar het hof van de Franse koning Karel VII. Daar vertelt ze dat ze hem komt helpen in zijn oorlog met de Engelsen. Karel VII is onder de indruk van Jeanne en hij stuurt haar naar Orléans. Daar sluit ze zich aan bij de troepen van de koning.

## Rolverdeling
| Acteur              | Personage            |
| ------------------- | -------------------- |
| Sandrine Bonnaire   | Jeanne d'Arc         |
| Tatiana Moukhine    | Isabelle Romée       |
| Jean-Marie Richier  | Durand Laxart        |
| Baptiste Roussillon | Baudricourt          |
| Jean-Luc Petit      | Henri Le Royer       |
| Bernadette Giraud   | Catherine Le Royer   |
| Jean-Claude Jay     | Jacques Alain        |
| Olivier Cruveiller  | Jean de Metz         |
| Benjamin Rataud     | Bertrand de Poulengy |